# NGC 1525
NGC 1525 је спирална галаксија у сазвежђу Еридан која се налази на NGC листи објеката дубоког неба.
Деклинација објекта је - 8° 50' 5" а ректасцензија 4h 8m 8,2s. Привидна величина (магнитуда) објекта NGC 1525 износи 13,8 а фотографска магнитуда 14,5. NGC 1525 је још познат и под ознакама NGC 1516B, NGC 1516-2, MCG -2-11-18, IRAS 04057-0857, PGC 14516.